# زنده‌باد فریدا
زنده باد فریدا (انگلیسی: Viva Frida) یک کتاب کودکان است که بوسیلهٔ یویی مورالس نگارش و همراه با تیم او میارا تصویرنگاری شده‌است. این کتاب بوسیلهٔ Roaring Brook Press در سال ۲۰۱۴ منتشر و در سال ۲۰۱۵ مفتخر به دریافت نشان کالدکوت شد.

## طرح داستان
این کتاب در مورد فریدا کالو، یک هنرمند برجسته و با شهرت جهانی است. این کتاب در واقع مراحل مختلف زندگی فریدا و اینکه او چگونه یک هنرمند شده‌است را به تصویر می‌کشد.